# Aleksander Schillak
Aleksander Schillak (ur. 21 lutego 1910 w Trzemesznie, zm. 25 marca 1982 w Krakowie), polski inżynier hutnik, dyrektor zakładów hutniczych, wykładowca Akademii Górniczo-Hutniczej w Krakowie.

## Życiorys
Był synem Piotra (przedsiębiorcy budowlanego) i Marii z Tichmannów. Ukończył państwowe gimnazjum klasyczne w Trzemesznie, w 1933 podjął studia na Wydziale Hutniczym Akademii Górniczej w Krakowie, ale przerwał naukę po roku ze względu na trudności finansowe. Po powrocie na Akademię łączył studia z pracą w kopani "Wanda-Lech" w Nowym Bytomiu, później w koncernie "Huta Pokój". Studia ukończył w 1939, dyplom otrzymał dopiero po wojnie w 1945. Od 1937 pracował w zakładach L. Zieleniewskiego w Krakowie, kolejno w laboratorium technologicznym, w odlewni, hurtowni i cynkowni. Uczestniczył w kampanii wrześniowej, po której trafił do niewoli niemieckiej. Zbiegł z niewoli i powrócił do Krakowa, gdzie kontynuował pracę w zakładach Zieleniewskiego; od 1942 zatrduniony był w Odlewni Maszyn i Narzędzi Rolniczych w Charsznicy. Poszukiwany przez gestapo, od 1944 ukrywał się.
Po wojnie zatrudnił się w Hucie "Kościuszko" w Chorzowie. Był początkowo asystentem, by po przejściu kolejnych szczebli zawodowych objąć w 1947 dyrekcję huty. W 1948 został dyrektorem ds. inwestycji Hajduckich Zakładów Hutniczych w Chorzowie. W 1950 zakłady te zostały zlikwidowane, a Schillak przeszedł do Przedsiębiorstwa Budowy Zakładów Przemysłu Ciężkiego w Krakowie (jako terenowy dyrektor budowy), a po kilku tygodniach do Huty im. Bieruta w Częstochowie, gdzie był dyrektorem ds. inwestycji i naczelnym inżynierem. Te same stanowiska zajmował następnie w Centralnym Zarządzie Przemysłu Hutniczego w Katowicach (1951-1958) i Hucie "Florian" w Świętochłowicach.
Niezależnie od pracy w przedsiębiorstwach zajmował się pracą naukowo-dydaktyczną. Od września 1952 był wykładowcą w Zakładzie Techniki Cieplnej i Pieców Przemysłowych Instytutu Metalurgii Akademii Górniczo-Hutniczej w Krakowie, gdzie prowadził zajęcia z budowy i eksploatacji pieców przemysłowych i techniki cieplnej. W latach 1963–1966 kierował Katedrą Gospodarki Cieplnej. W 1960 obronił doktorat nauk technicznych na podstawie rozprawy Badania hydraulicznych żużli wielkopiecowych i martenowskich oraz próba ich intensyfikacji z wykorzystaniem ciepła płynnych żużli, przygotowanej pod kierunkiem Feliksa Olszaka. W maju 1971 został docentem; na emeryturę przeszedł we wrześniu 1980.
Został odznaczony m.in. Orderem Sztandaru Pracy II klasy oraz Medalem 10-lecia Polski Ludowej. Zmarł w marcu 1982 w Krakowie i został pochowany na cmentarzu Rakowickim. Był żonaty od 1938 z Marią Antoniną z domu Harlender (zmarłą w 1991). Jego starszym bratem był Ryszard Schillak, chemik, docent w Instytucie Fizjologii i Żywienia Zwierząt Polskiej Akademii Nauk.
Aleksander Schillak ogłosił około 20 prac naukowych, był współtwórcą kilku patentów. Z publikacji można wymienić Die Verbesserung der hydraulischen Eigenschaften von Hochofenschlacken durch Aktivierung der Schlacken und Ausnutzung ihrer Abfallwärme ("Zeitschrift für Bergbau Hüttenwesen und verwandte Wissenschaften", 1959) oraz Przeprowadzenie badań nad intensywnością aktywizacji żużla wielkopiecowego celem zastosowania go na skalę przemysłową do produkcji wysokowartościowych materiałów wiążących ("Biuletyn Komitetu ds. Górnośląskiego Okręgu Przemysłowego", 1958).